# Thyrinteina picta
Thyrinteina picta là một loài bướm đêm trong họ Geometridae.